# 王金友
王金友（1931年12月—），浙江绍兴人，中华人民共和国政治人物。

## 生平
1951年加入中国新民主主义青年团。
1955年至1958年，任绍兴县上旺初级社社长，高级社副主任。
1956年3月，加入中国共产党。
1958年至1968年3月，任绍兴县文山公社上旺大队党支部书记。
1968年3月至1969年2月。任绍兴县红山公社革委会副主任。
1969年2月至1973年，任绍兴县革委会副主任。
1973年11月至1977年5月，任中共绍兴县委副书记、绍兴县红山公社党委第一书记。
1977年5月至1980年5月，任中共浙江省委常委、浙江省革委会委员、中共绍兴县委书记、绍兴县革委会主任。
1980年5月至1981年3月，任中共浙江省绍兴地委常委、地委农村工作部副部长。
1981年3月至1982年6月，任绍兴地区农委副主任。
1982年6月至1984年3月，任绍兴市人大常委会副主任。
1984年3月至1992年6月，任绍兴县人大常委会副主任。此外担任中共第十一届中央候补委员。